# Bedonia
Bedonia (Bedònja in dialetto parmigiano e in ligure, Pieve nel dialetto locale) è un comune italiano di 3 132 abitanti della provincia di Parma in Emilia-Romagna. Di particolare interesse è la locale pinacoteca che, unitamente ad un piccolo museo archeologico e di storia naturale, ha sede nel seminario vescovile sul colle San Marco.

## Geografia fisica
Il Comune sorge ai piedi del Monte Pelpi (1485 m s.l.m.) ed è attraversato dal torrente Pelpirana, nell'area di poco precedente alla sua confluenza nel fiume principale. Nel territorio comunale si trova il passo Montevacà che collega la Valle del Ceno alla Val di Taro dove, appunto, si trova Bedonia. La parte di territorio che si estende nella Valceno è costellata da 72 frazioni fra le quali Ponteceno, Anzola, Selvola e Masanti. Molti sono anche i passi montani, quali il Passo del Bocco, il Passo del Tomarlo, il Passo Colla, il Passo Segarino, il Passo della Tabella, il Passo di Centocroci, il Passo delle Pianazze e il Passo della Cappelletta.

## Storia

### Dall'epoca antica al medioevo
Già abitata dai celti liguri prima della colonizzazione dei romani, in loco sono state ritrovati dei reperti archeologici relativi al neolitico. Il villaggio fu uno degli ultimi nell'area ad essere soggiogato dalla forza delle legioni di Roma in data 167 a.C. quando il proconsole Marco Fulvio Nobiliore riuscì a sottomettere gli abitanti mettendo a ferro e fuoco la vicina foresta del Monte Penna, deportando molti residenti nel territorio del Sannio.
Sotto il dominio romano la città prese il nome di Bitunia (da cui il nome moderno) e con tale nome viene citata anche nella Tavola Alimentaria voluta dall'imperatore Traiano e ritrovata a Velleia (inizio del II secolo d.C.). I romani applicarono al territorio boschivo di Bitunia un vincolo forestale che ne preservò la ricchezza boschiva almeno sino all'anno 1000.
Il borgo viene citato nuovamente in un documento dell'VIII secolo quando un gruppo di homines di Bedonia entra in conflitto col vescovo di Piacenza per dei diritti sulle terre coltivabili in zona "Breia" ancora oggi esistente, amministrate da case massericae di cui si possono ritrovare antiche tracce nelle frazioni di Casalporino, Casaleto e Casale d'Illica Durante il primo medioevo, l'area dell'abitato venne fortemente influenzata dalla presenza dei monaci dell'abbazia di Bobbio che realizzarono gli insediamenti di Porcile e Calice e, dopo essere stato feudo dei vescovi di Piacenza che vi istituirono in loco un arciprete a loro rappresentanza, il borgo passò quindi nell'orbita del comune di Piacenza.

### Dallo Stato Landi al Ducato di Parma

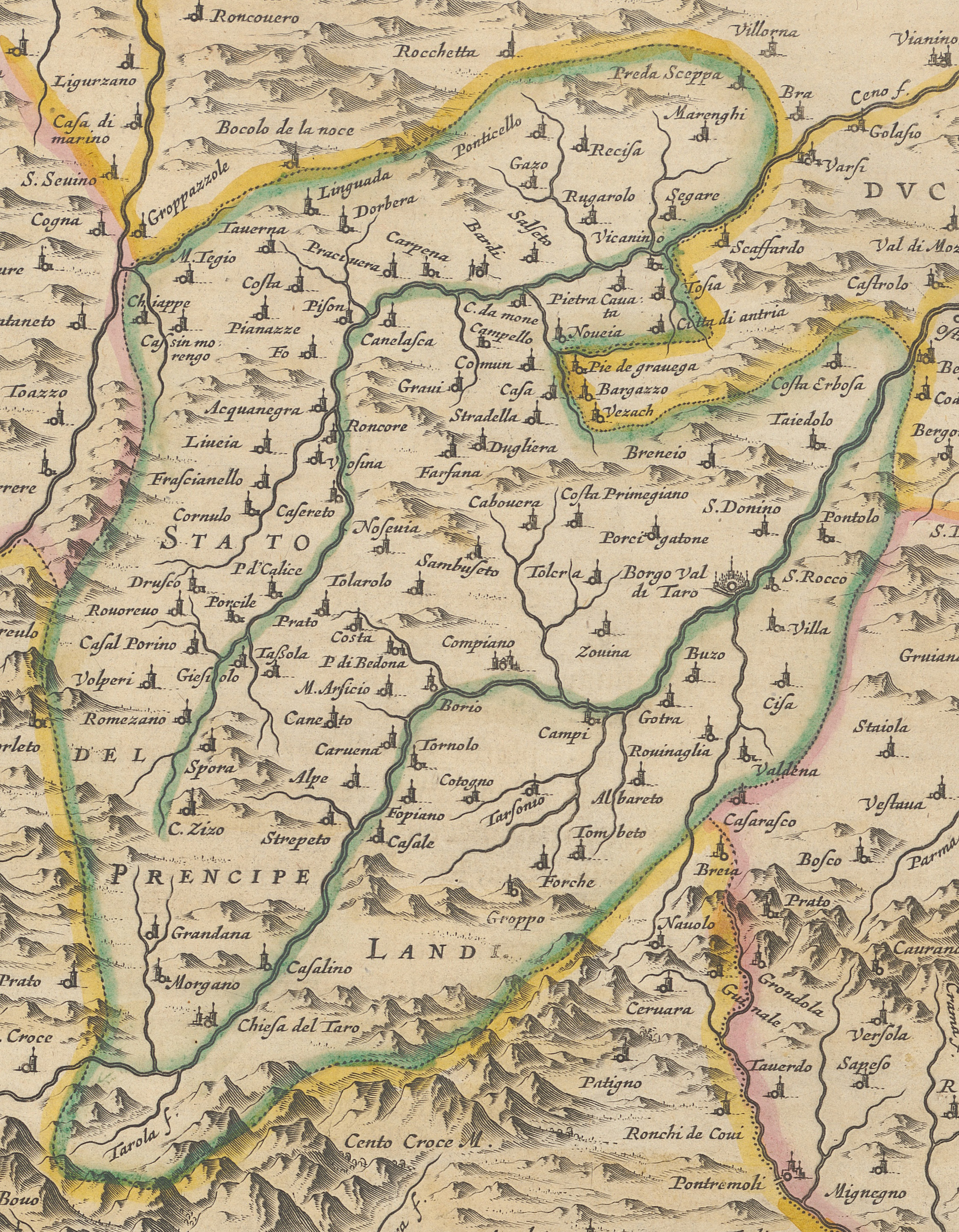
Mappa dello Stato Landi a metà del Seicento: Bedonia (indicata con l'antico nome di "Pieve di Bedonia") si trova al centro dello stato

Data la posizione in prossimità di diverse regioni, la città di Bedonia si trovò ben presto ad essere contesa lungamente tra il comune di Piacenza e le nobili famiglie dei Lusardi e dei Landi verso la fine del XII secolo, per poi venire definitivamente assegnata a questi ultimi nella persona di Agostino nel 1551 che inglobò l'abitato nel cosiddetto Stato Landi. La città venne quindi venduta ai Doria genovesi sul finire del Seicento. Tornata in mano alla famiglia Landi sulla fine del XVII secolo, passò quindi ai Farnese, entrando così nell'orbita del Ducato di Parma dal 1682, stato con cui condivise gran parte della propria storia successiva.
Sotto il dominio borbonico, Bedonia conobbe un nuovo periodo di splendore e nel 1793, in riconoscimento della propria antichità e del proprio ruolo storico e sociale nell'area, dovendo lo stato parmense istituire una sede per l'Archivio Notarile locale, si ritenne opportuno di erigerlo a Bedonia, ma l'arrivo dei napoleonici nel 1796 compromise la realizzazione di questo progetto. Nel 1806 la città di Bedonia partecipò ad una locale rivolta contro i francesi che fece sì che essa venisse staccata dal Ducato di Parma ed annessa direttamente all'Impero francese assieme a buona parte della Val di Taro, in quello che divenne noto come Dipartimento degli Appennini.

### L'epoca moderna
L'annessione al Regno di Sardegna avvenne nel 1859 e prese parte attivamente alla prima ed alla seconda guerra mondiale, divenendo in quest'ultima centro di reclutamento della Brigata alpina "Julia".
Nel corso della seconda guerra mondiale, tra il 1941 e il 1943, Bedonia fu uno dei comuni della provincia di Parma adibiti a località di internamento libero per ebrei stranieri. Vi soggiornarono a domicilio coatto un totale di 28 profughi, provenienti dai Balcani e dalla Dalmazia. Con l'occupazione tedesca e la Repubblica Sociale Italiana, sette di loro vennero arrestati a Bedonia a fine novembre 1943 e deportati ad Auschwitz nell'aprile 1944. Il resto del gruppo si dette alla fuga e si disperse. I più riuscirono ad evitare la cattura e la deportazione, ad eccezione di due di loro arrestati in altre località. In memoria dei sette deportati da Bedonia sono state poste delle pietre d'inciampo di fronte alle case dove erano alloggiati durante il soggiorno coatto. Un'ottava pietra d'inciampo ricorda Carlo Bermagaschi, bedonese, deportato come lavoratore coatto a Brüx in Cecoslovacchia, dove muore il 27 marzo 1945.
Con l'avvicinarsi del fronte, nell'estate del 1944, la zona fu teatro dell'operazione Wallenstein, una serie di rastrellamenti di partigiani effettuati da forze nazi-fasciste. Il comune ha ottenuto poi con la Repubblica il riconoscimento della medaglia d'argento al valor militare per gli sforzi bellici sopportati.

### Simboli
Stemma
Lo stemma è stato riconosciuto con DPCM del 3 settembre 1951.
Gonfalone
Il gonfalone è stato concesso con DPR dell'8 settembre 1952.
Gli smalti oro e azzurro che contraddistinguono la bordura dello stemma di Bedonia possono, secondo diverse fonti, aver tratto la loro origine sia dallo stemma della famiglia Landi che ne fu feudataria per lungo tempo, sia dal Ducato di Parma nella cui orbita il comune entrò a fine Seicento.

### Onorificenze
Il Comune di Bedonia è tra le città decorate al valor militare per la guerra di liberazione, insignita della medaglia d'argento al valor militare per i sacrifici delle sue popolazioni e per l'attività nella lotta partigiana durante la seconda guerra mondiale:

## Monumenti e luoghi d'interesse

### Architetture religiose

#### Antico santuario di San Marco

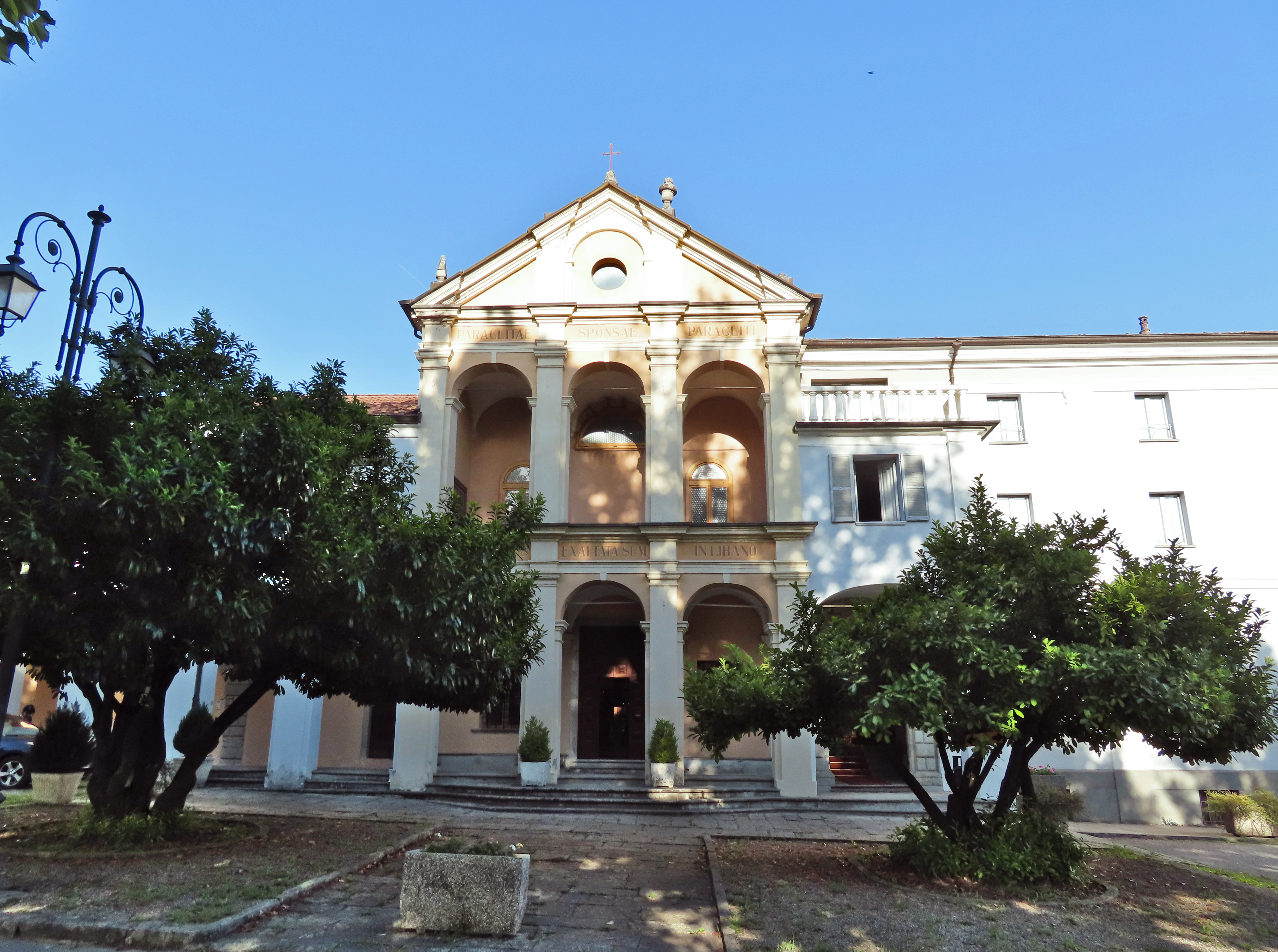
Antico santuario di San Marco

Edificato nel 1685 per volere del tenente Marco Lezoli nei pressi della cappellina del Pozzo eretta nel 1600, l'oratorio barocco di San Marco fu modificato nel 1720 con l'aggiunta sul lato nord della cappella di San Giuseppe e della sagrestia; elevato successivamente a santuario mariano, fu inglobato nel 1846 all'interno del seminario vescovile; rivelatosi insufficiente a ospitare tutti i pellegrini devoti alla cinquecentesca statua della Madonna della Consolazione ivi collocata nel 1731, fu sostituito nel 1955 dal nuovo santuario della Madonna di San Marco. Preceduto da un porticato sviluppato su due ordini, il luogo di culto si sviluppa su un'unica navata decorata sulla volta e sulle pareti da affreschi, stucchi neoclassici e grandi tele seicentesche e novecentesche.

#### Santuario della Madonna di San Marco

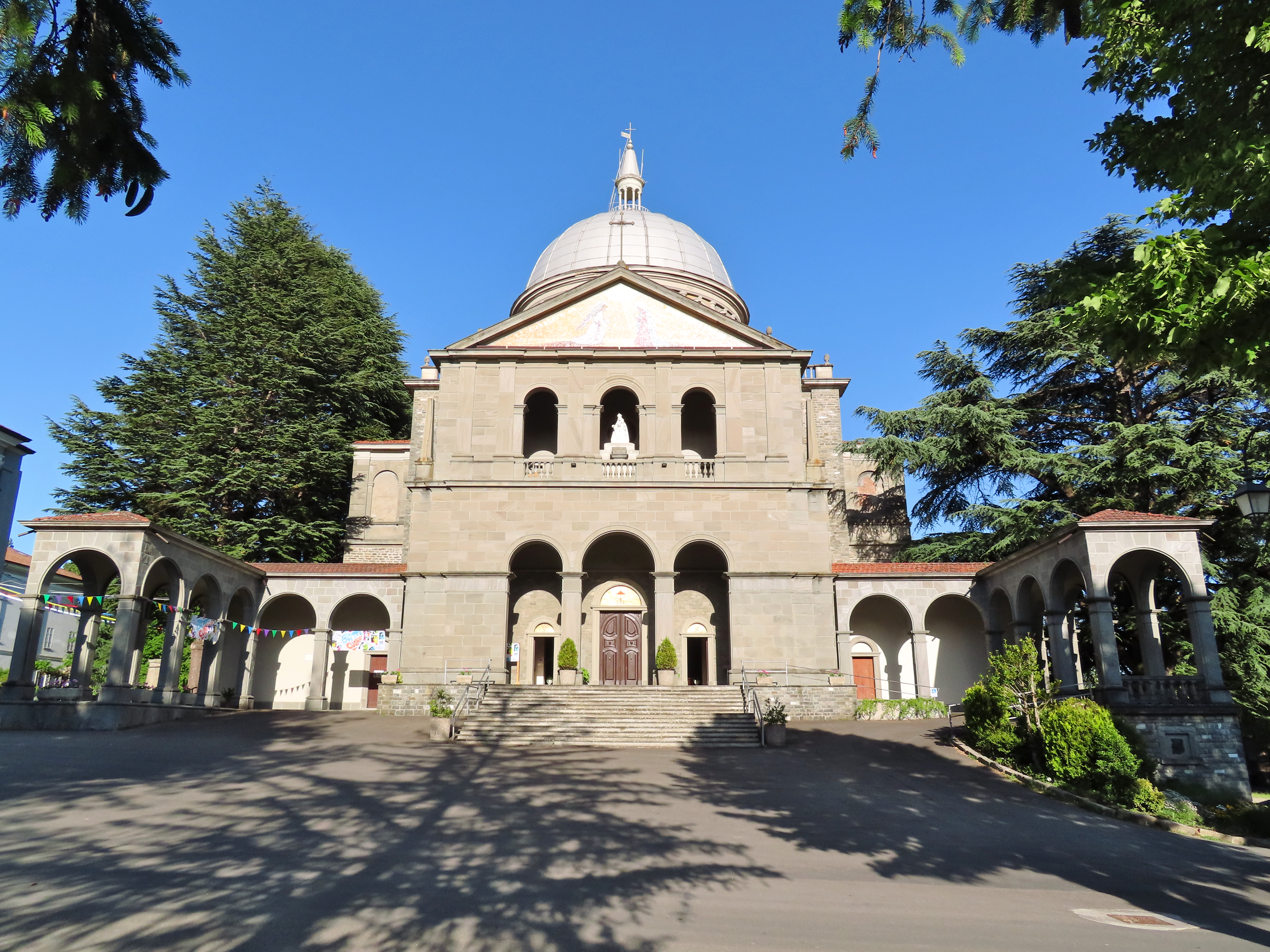
Santuario della Madonna di San Marco

Costruito a partire dal 1939 inglobando nella cripta la seicentesca cappellina del Pozzo su progetto degli architetti Gino Robuschi e Luigi Sassi, il santuario neobizantino, sorto per sostituire l'ormai inadeguato antico santuario di San Marco, fu completato nel 1955 e arricchito con i porticati attorno al sagrato tra il 1960 e il 1970; elevato nel 1978 a basilica minore per volere del papa Giovanni Paolo I, fu ristrutturato e decorato nella cripta nel 2006 su disegno dell'ingegner Paolo Scarpa. Preceduto da una monumentale facciata rivestita in pietra, è coronato da un'imponente cupola su tamburo alta 50 m; sviluppato su una pianta centrale a croce greca e ornato internamente con pilastri in marmo rosa, mosaici, vetrate e dipinti, ospita nella zona absidale una venerata statua in legno dipinto della Madonna della Consolazione, risalente al 1531; la moderna cripta su tre navate è affiancata da sei cappelle, tra cui l'antica cappellina del Pozzo, situata nel punto in cui prima della costruzione della basilica, sorgevano due cappellette, una di fronte all'altra una delle quali conteneva un pozzo, nell'altra invece venivano celebrate le messe. Queste furono rimosse per fare spazio per la basilica e per ricordarle ora è presente una cappella nella basilica ove è conservato, dietro alla vasca di raccolta dell'acqua sorgiva considerata miracolosa, l'altare barocco marmoreo del 1716.

#### Seminario vescovile

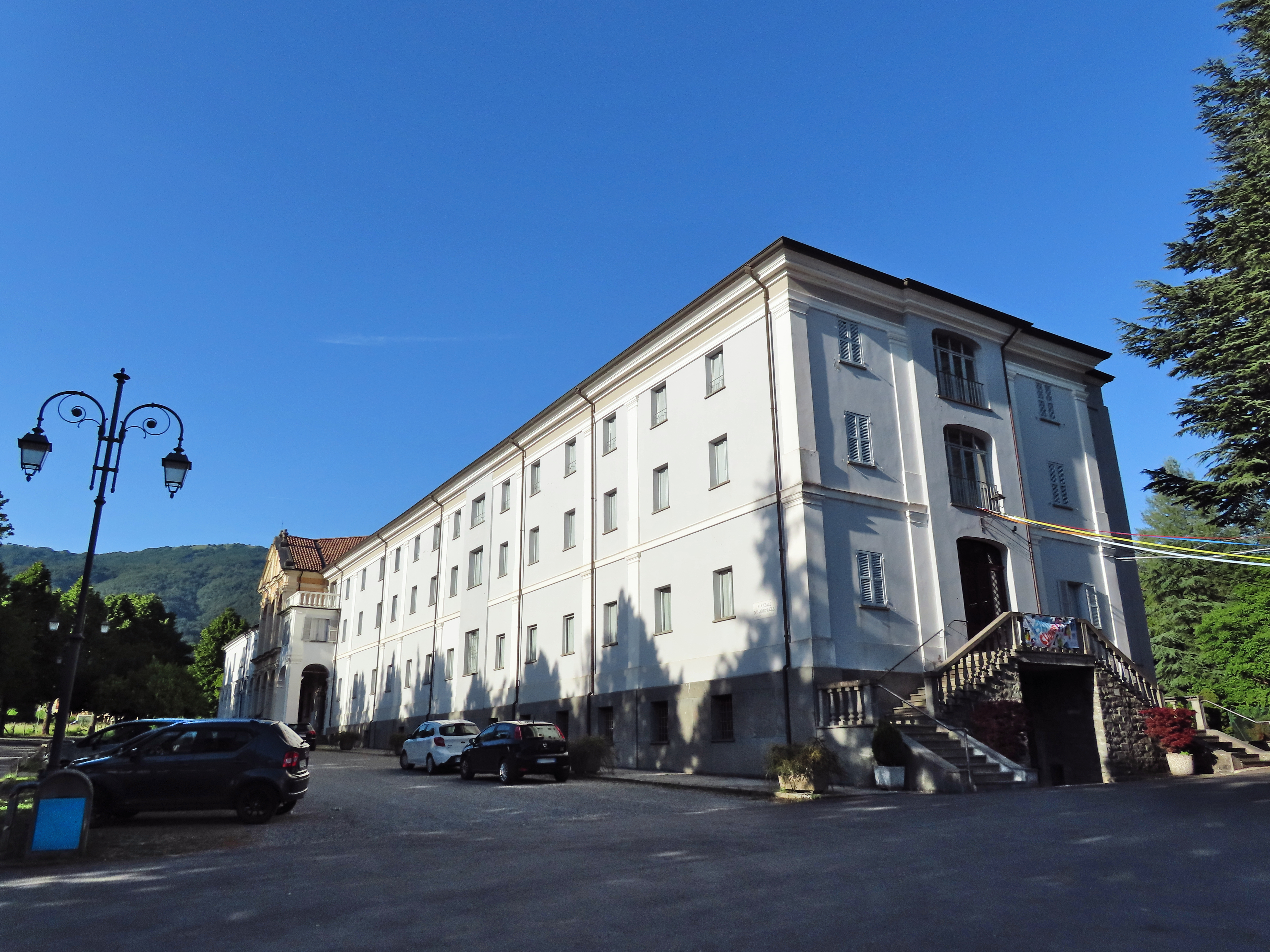
Seminario vescovile

Edificato in continuità col seicentesco santuario di San Marco tra il 1841 e il 1846 su iniziativa di don Stefano Raffi e don Giovanni Agazzi, il seminario vescovile, progettato in stile neoclassico dall'ingegner Pietro Tagliasacchi, fu ampliato con l'ala est-ovest tra il 1847 e il 1865; chiuso nel 1981, fu in seguito riconvertito in sede museale, ostello e centro congressuale. Sviluppato su una superficie di quasi 6000 m² distribuita su quattro livelli, il grande palazzo ospita il polo museale del seminario vescovile, con dieci musei e due biblioteche; sul retro si estende il grande parco ricco di diverse essenze arboree.

#### Chiesa di Sant'Antonino Martire

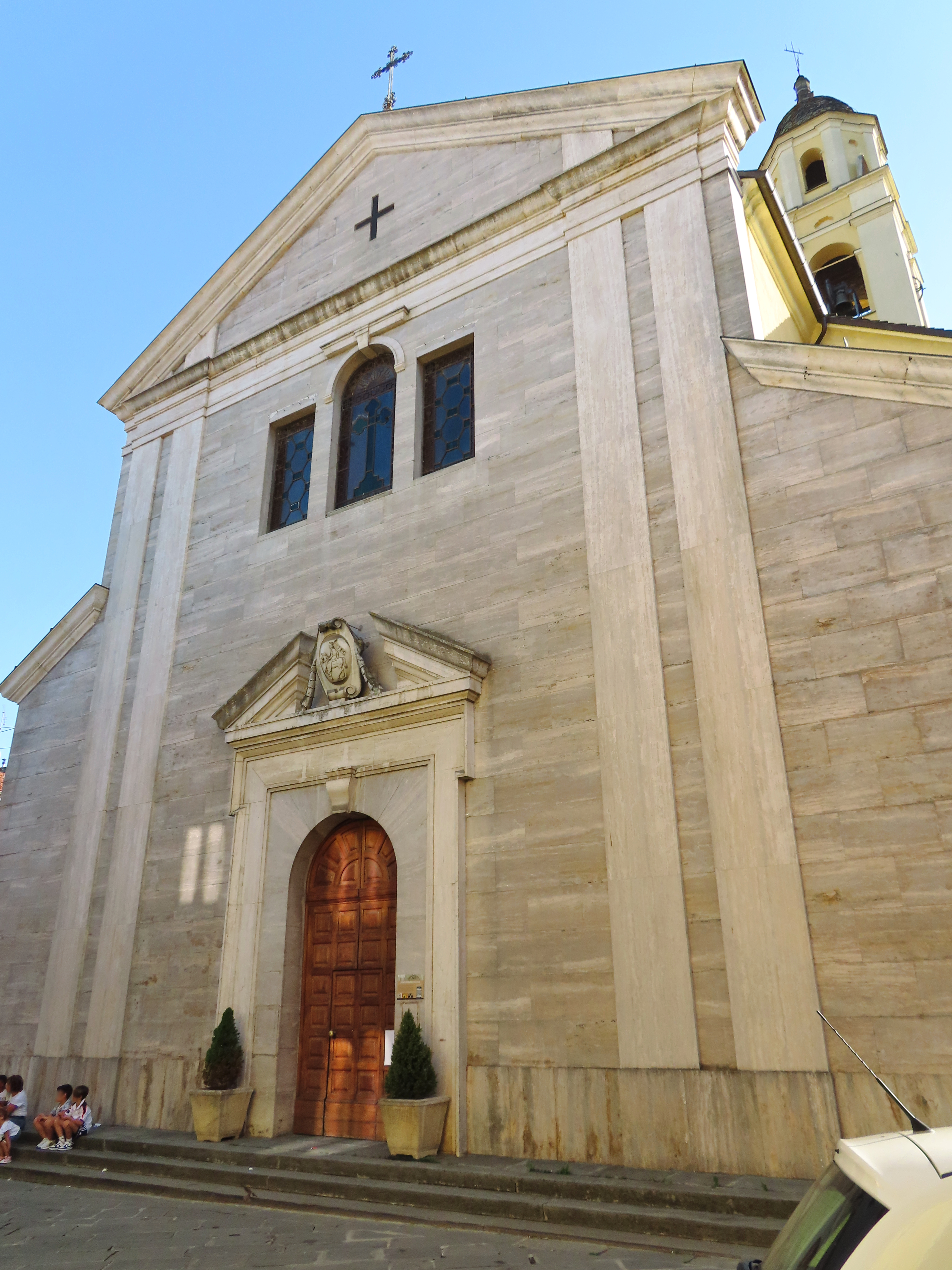
Chiesa di Sant'Antonino Martire

Edificata originariamente tra la fine del IV e l'inizio del V secolo, la chiesa divenne nel XIII secolo la pieve più importante dell'alta Val Taro e della Val Ceno; completamente ricostruita in stile barocco tra il 1628 e il 1630, fu ampliata negli anni seguenti con l'aggiunta di quattro cappelle laterali e del nuovo campanile, sopraelevato intorno alla metà del secolo successivo; arricchita del rivestimento in lastre di travertino sulla facciata tra il 1963 e il 1964, fu restaurata nel 1974 e soprattutto tra il 2003 e il 2006. Riccamente decorata con stucchi settecenteschi e affreschi ottocenteschi e novecenteschi nella navata, nel presbiterio absidato e nelle otto cappelle laterali, la chiesa ospita numerose opere di pregio, tra cui vari dipinti, l'altare maggiore marmoreo del 1787, l'organo del 1759, argenti seicenteschi e arredi settecenteschi.

#### Oratorio di San Rocco

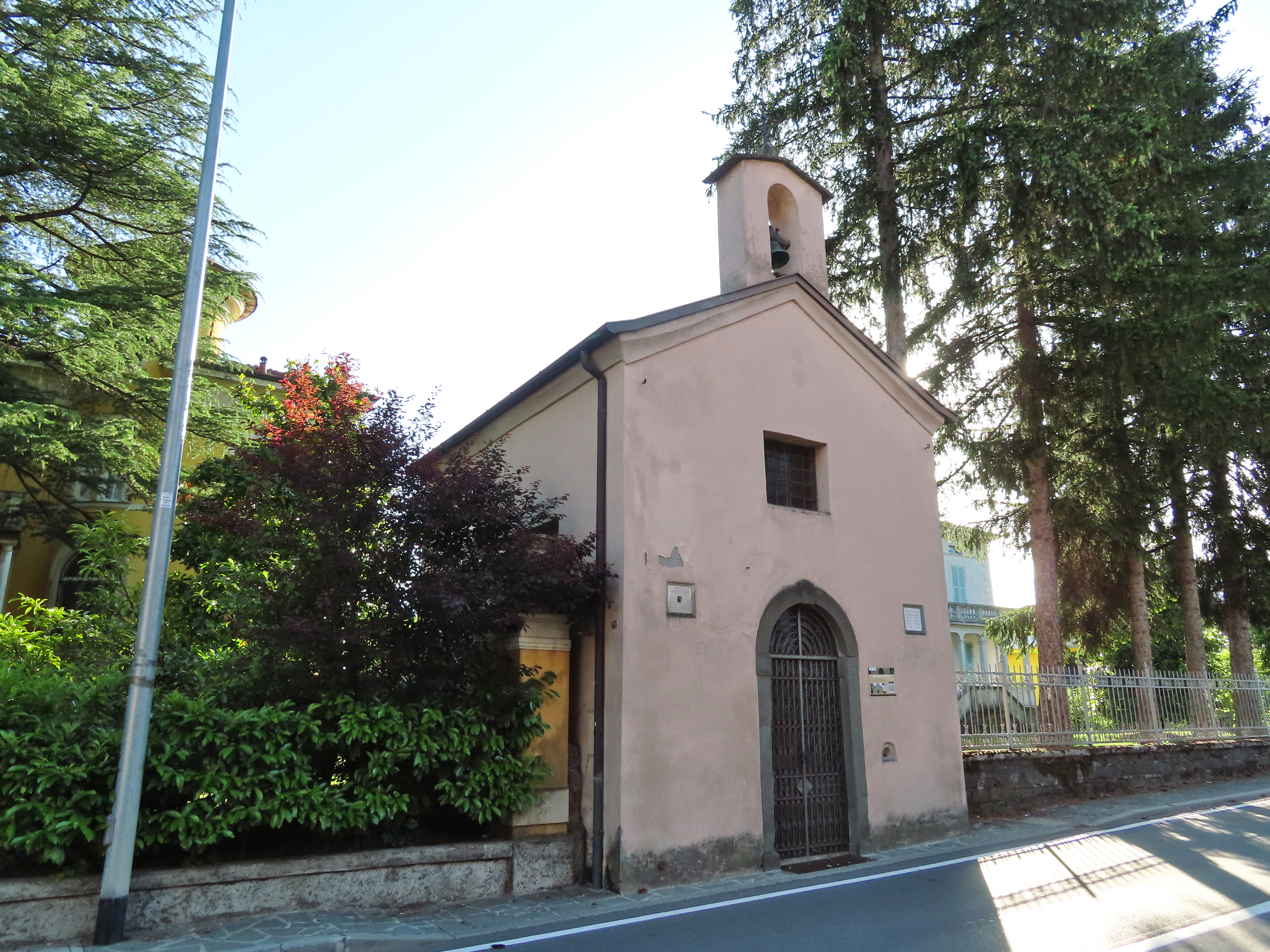
Oratorio di San Rocco

Edificato originariamente nel 1630, il piccolo oratorio fu restaurato nel 1805 e completamente ricostruito in stile neoclassico nel 1836. Al suo interno, la navata è decorata con affreschi a trompe-l'œil.

#### Chiesa di Sant'Apollinare

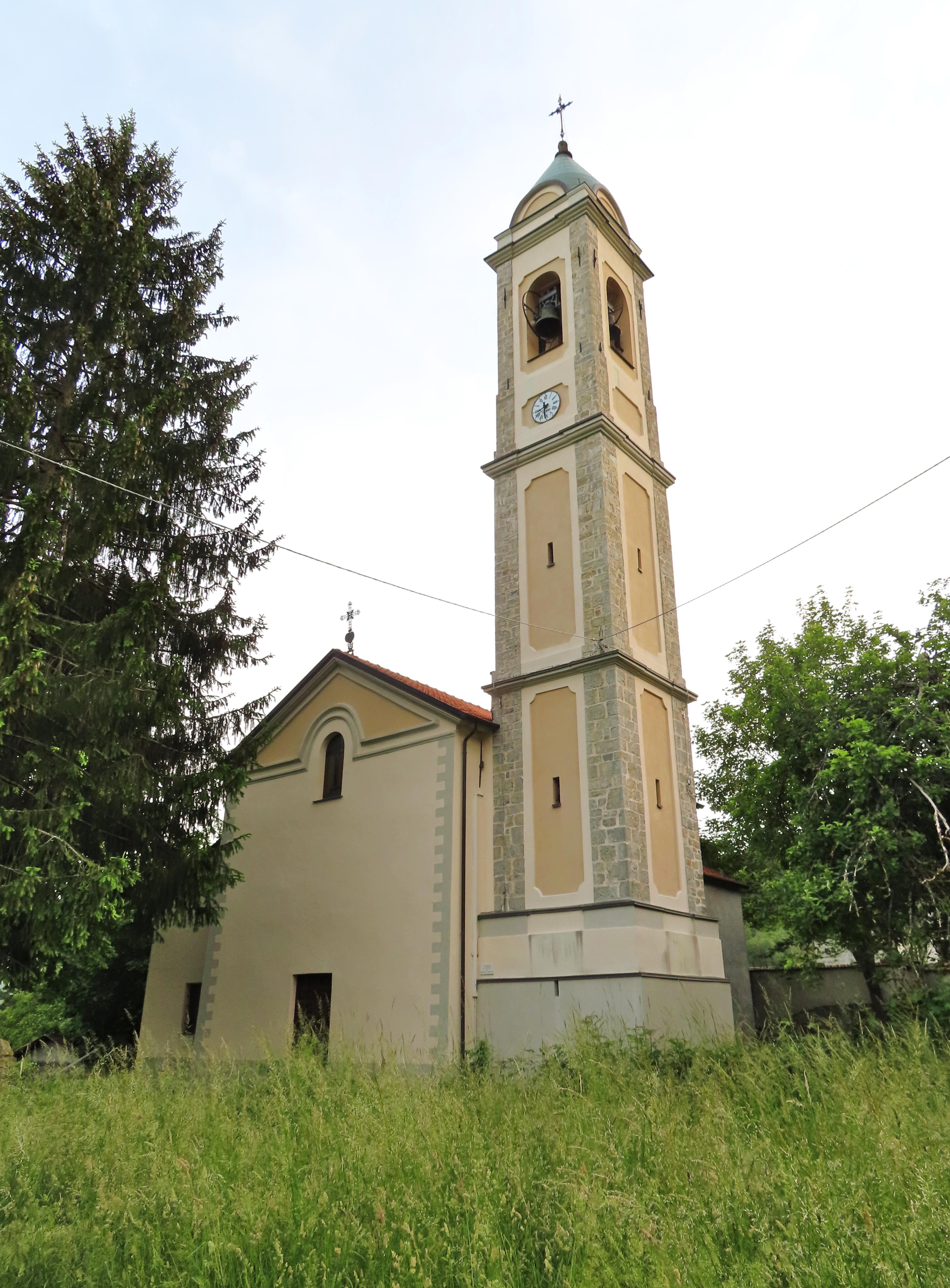
Chiesa di Sant'Apollinare

Edificata originariamente forse già dai Bizantini, la chiesa di Calice fu assegnata verso la metà del IX secolo ai monaci dell'abbazia di San Colombano di Bobbio e nel 1014 alla diocesi di Bobbio; elevata in seguito al rango di pieve, perse il titolo nel 1583 a vantaggio della chiesa di Santa Maria Assunta di Drusco, ma nel 1722 divenne sede di parrocchia autonoma con diritto di patronato da parte dei duchi di Parma; completamente ricostruita in epoca ignota in stile barocco, tra il 1940 e il 1942 fu decorata internamente con affreschi dall'artista Romeo Musa. La chiesa conserva varie opere di pregio, tra cui un cippo funerario romano del II secolo, due pilastrini cinquecenteschi in marmo bianco scolpito, un'ancona seicentesca barocca e un dipinto raffigurante la Madonna di Caravaggio, realizzato nel 1845 da Giovanni Riccò.

#### Chiesa di Santa Maria Assunta

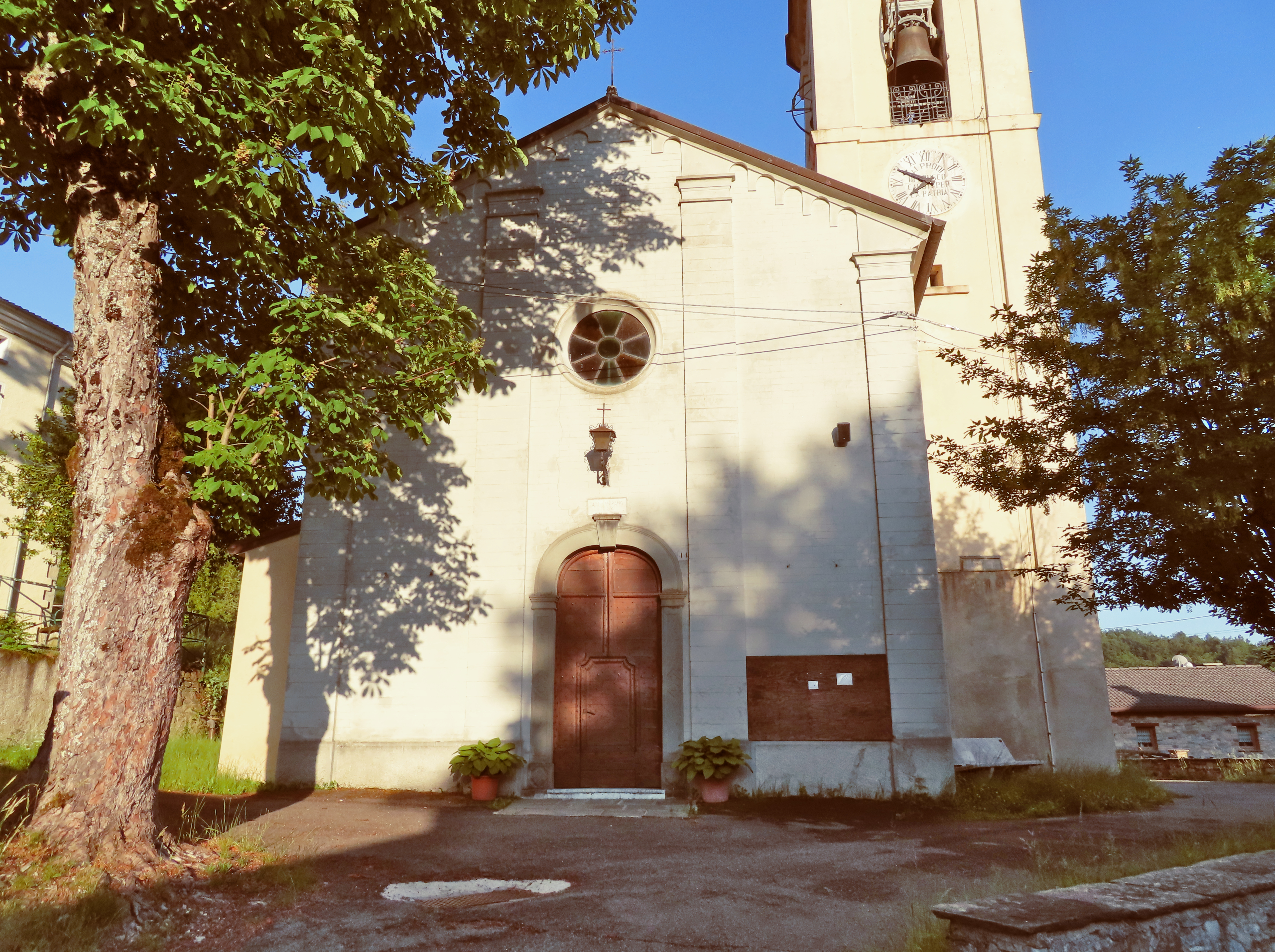
Chiesa di Santa Maria Assunta

Menzionata per la prima volta nel 1369 quale cappella dipendente dalla vicina pieve di Calice, la chiesa di Drusco assunse il titolo plebano nel 1583; completamente ricostruita in stile barocco in epoca ignota, nel 1730 fu solennemente consacrata dal vescovo di Bobbio Carlo Cornaccioli; ristrutturata e decorata tra il 1925 e il 1954, fu restaurata negli affreschi nel 2003. Al suo interno, riccamente ornato, sono conservate varie opere di pregio, tra cui il monumentale altare maggiore barocco seicentesco in legno dorato e intagliato, il fonte battesimale romanico, il pulpito ottocentesco e alcuni antichi oggetti sacri.

#### Chiesa di San Giovanni Battista

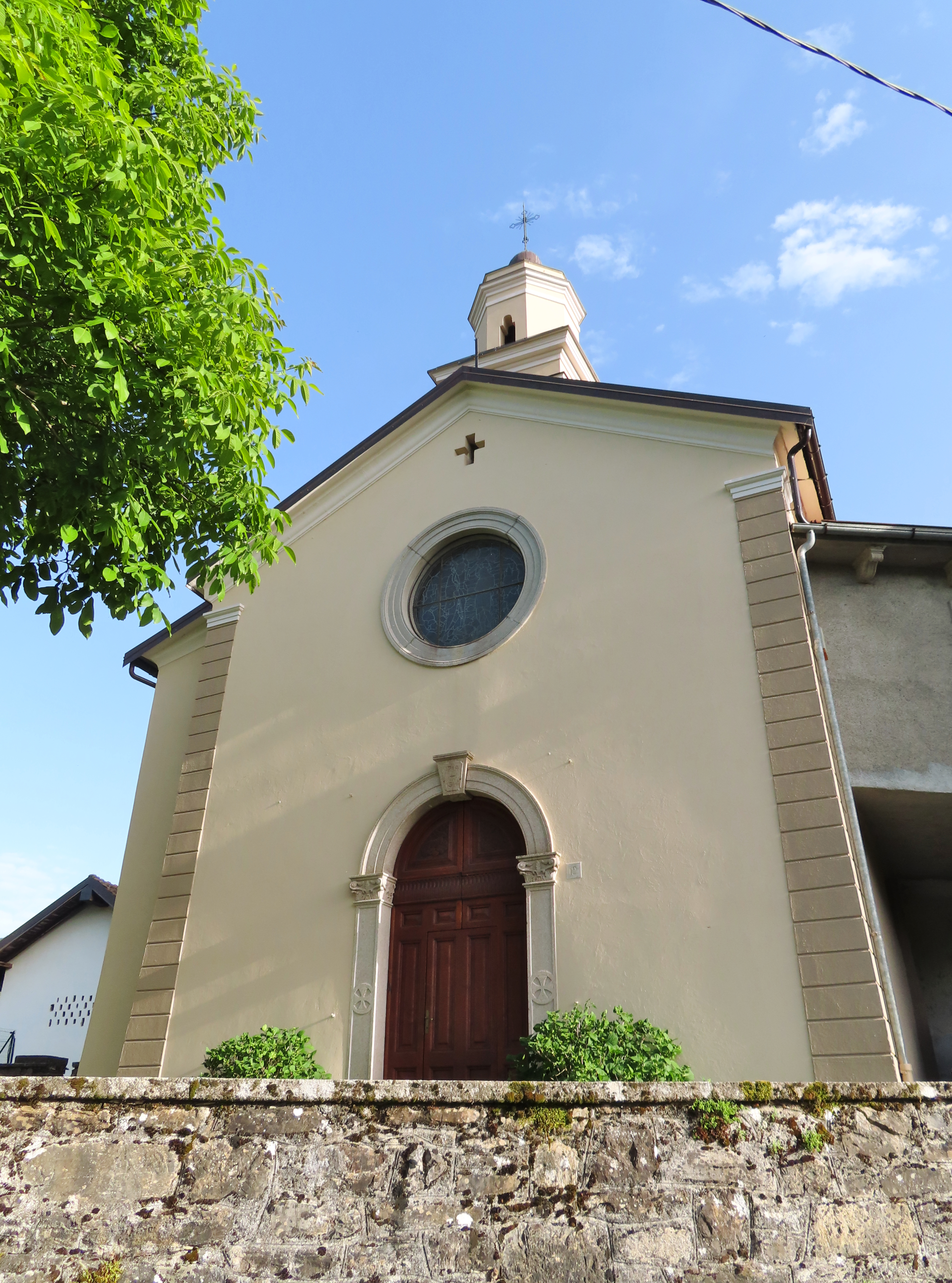
Chiesa di San Giovanni Battista

Menzionata per la prima volta nel 1369 quale cappella dipendente dalla vicina pieve di Calice, la chiesa di Chiesiola fu elevata a parrocchia autonoma nella seconda metà del XVI secolo; completamente ricostruita in forme barocche nel 1714, fu restaurata nel 1914; al suo interno, riccamente decorato con affreschi, sono conservate alcune opere di pregio, tra cui l'altare maggiore marmoreo settecentesco, due ancone barocche in stucco e arredi risalenti agli inizi del XVIII secolo.

#### Oratorio di San Bartolomeo

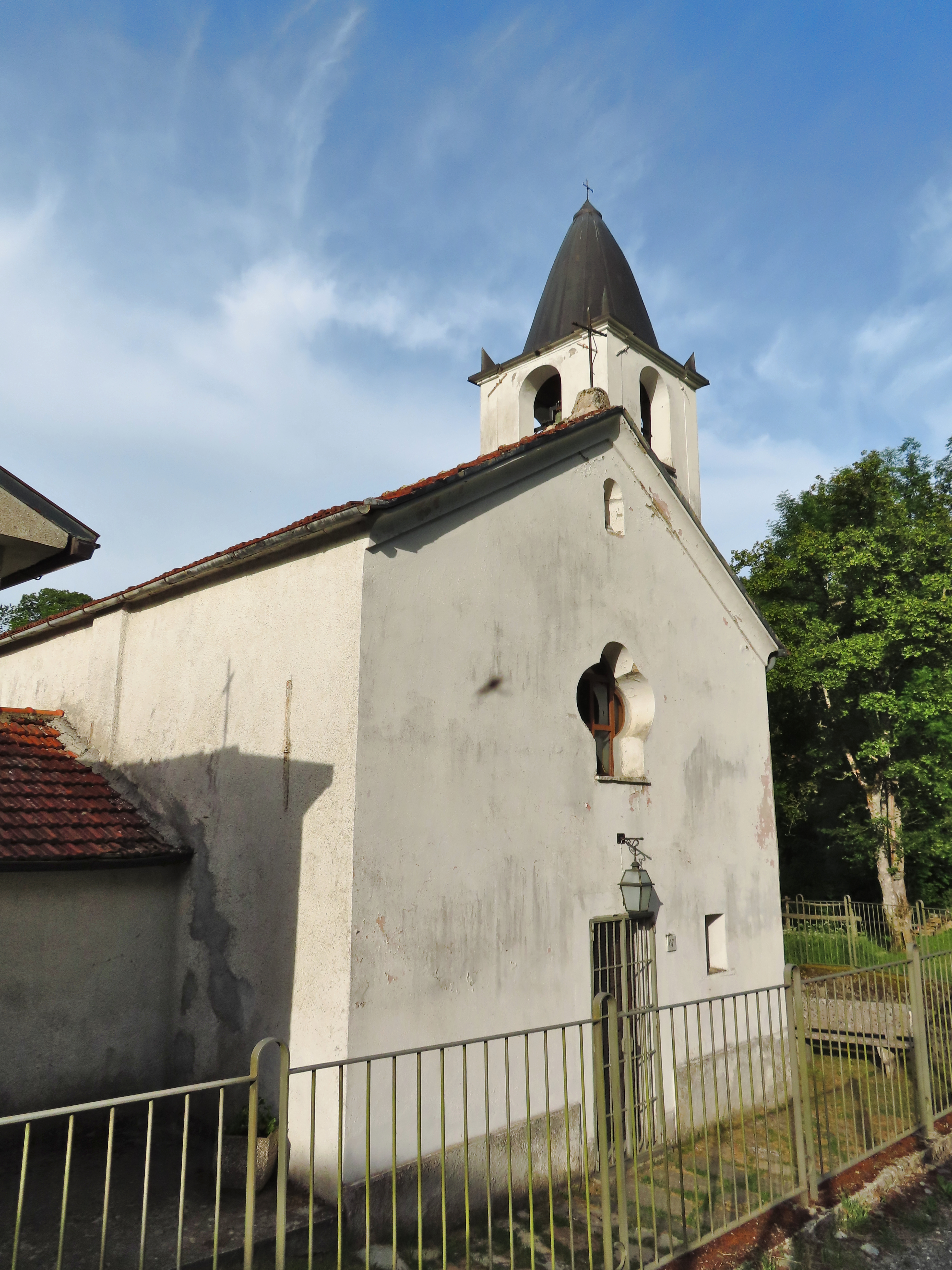
Oratorio di San Bartolomeo

Edificato in epoca medievale e ricostruito nel XIV secolo, l'oratorio di Tomba di Chiesiola fu ricostruito o ristrutturato in stile barocco tra il XVIII e il XIX secolo e dotato di campanile intorno alla metà del XX; al suo interno conserva alcune statue e una pala d'altare raffigurante San Bartolomeo.

#### Chiesa di San Martino Vescovo

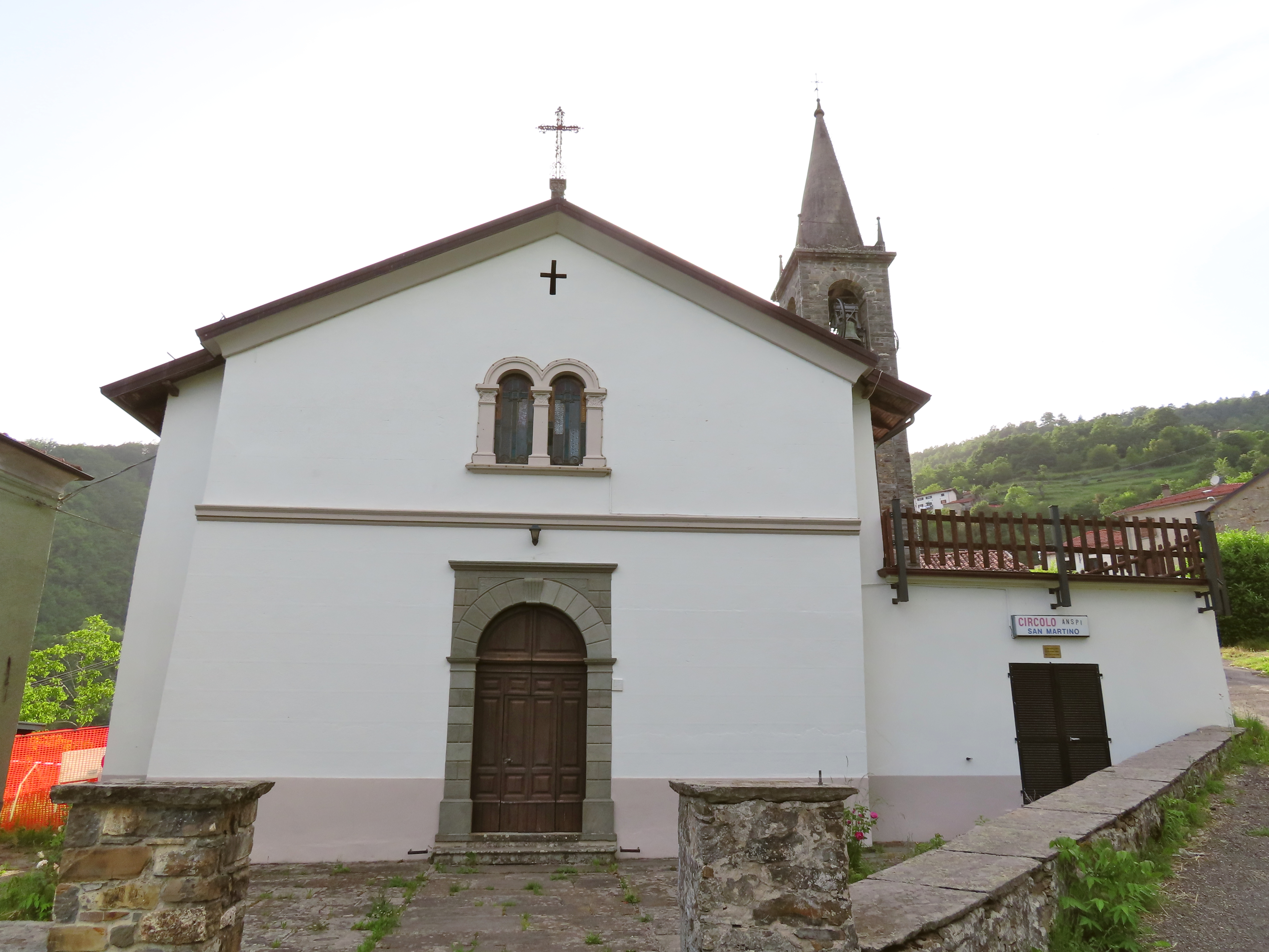
Chiesa di San Martino Vescovo

Menzionata per la prima volta nel 1026, la chiesa di Montarsiccio fu completamente ricostruita in stile neoclassico tra la fine del XVIII secolo e l'inizio del XIX; al suo interno nel 1927 fu rinvenuta, durante alcuni scavi, la tomba del conte Ubertino Landi, morto nel 1298; la navata e le quattro cappelle furono riccamente decorate con affreschi intorno al 1979.

#### Chiesa di Santa Giustina

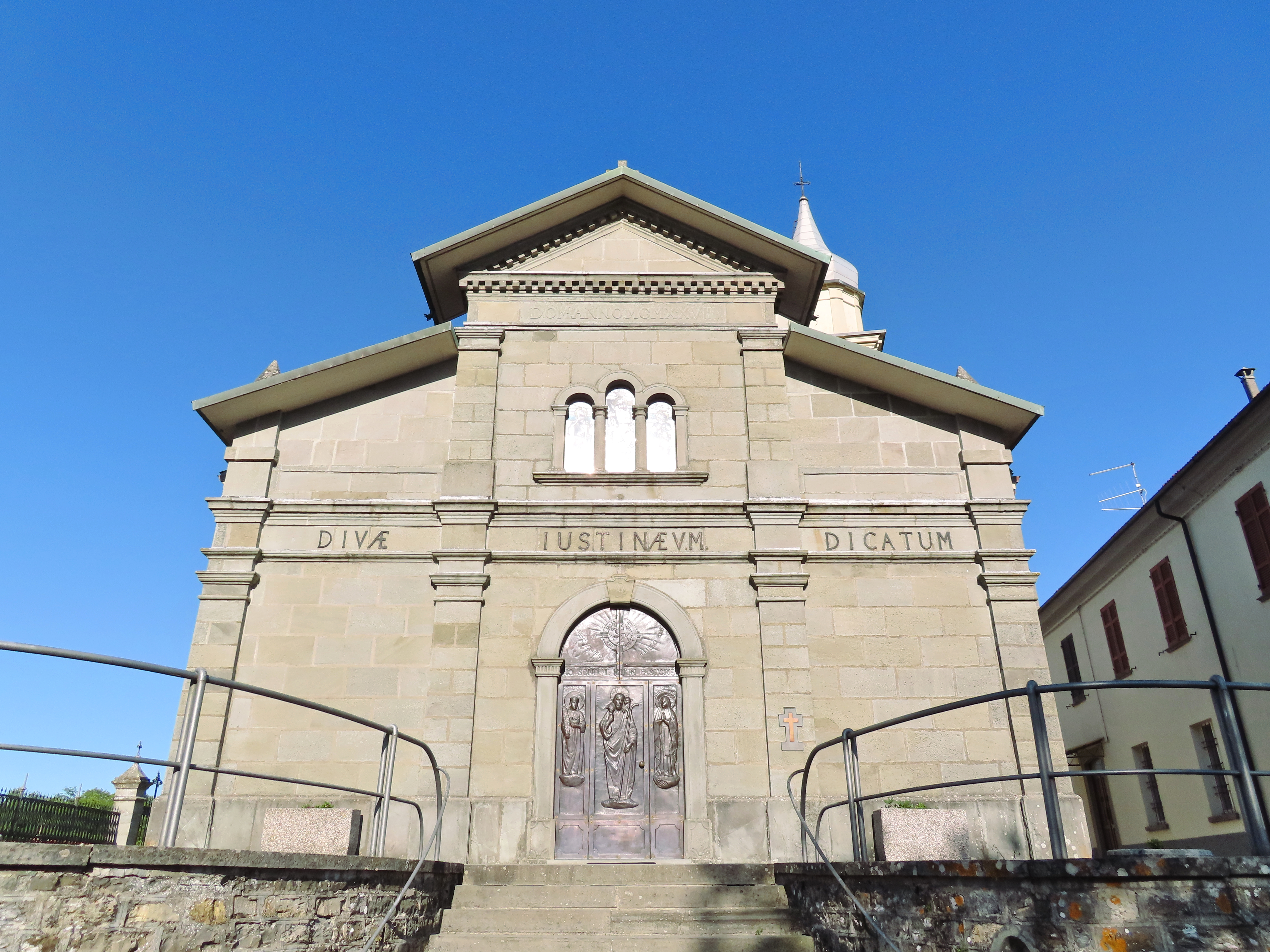
Chiesa di Santa Giustina

Menzionata per la prima volta nel XIII secolo, la chiesa di Carniglia fu interessata da un incendio nel XVII secolo che causò la distruzione dell'archivio parrocchiale; ristrutturata in stile barocco nel 1750, fu arricchita della nuova facciata neoromanica in pietra di Carniglia nel 1928; al suo interno, decorato con lesene e affreschi settecenteschi, sono presenti due cappelle ai lati del presbiterio.

#### Oratorio della Beata Vergine Addolorata

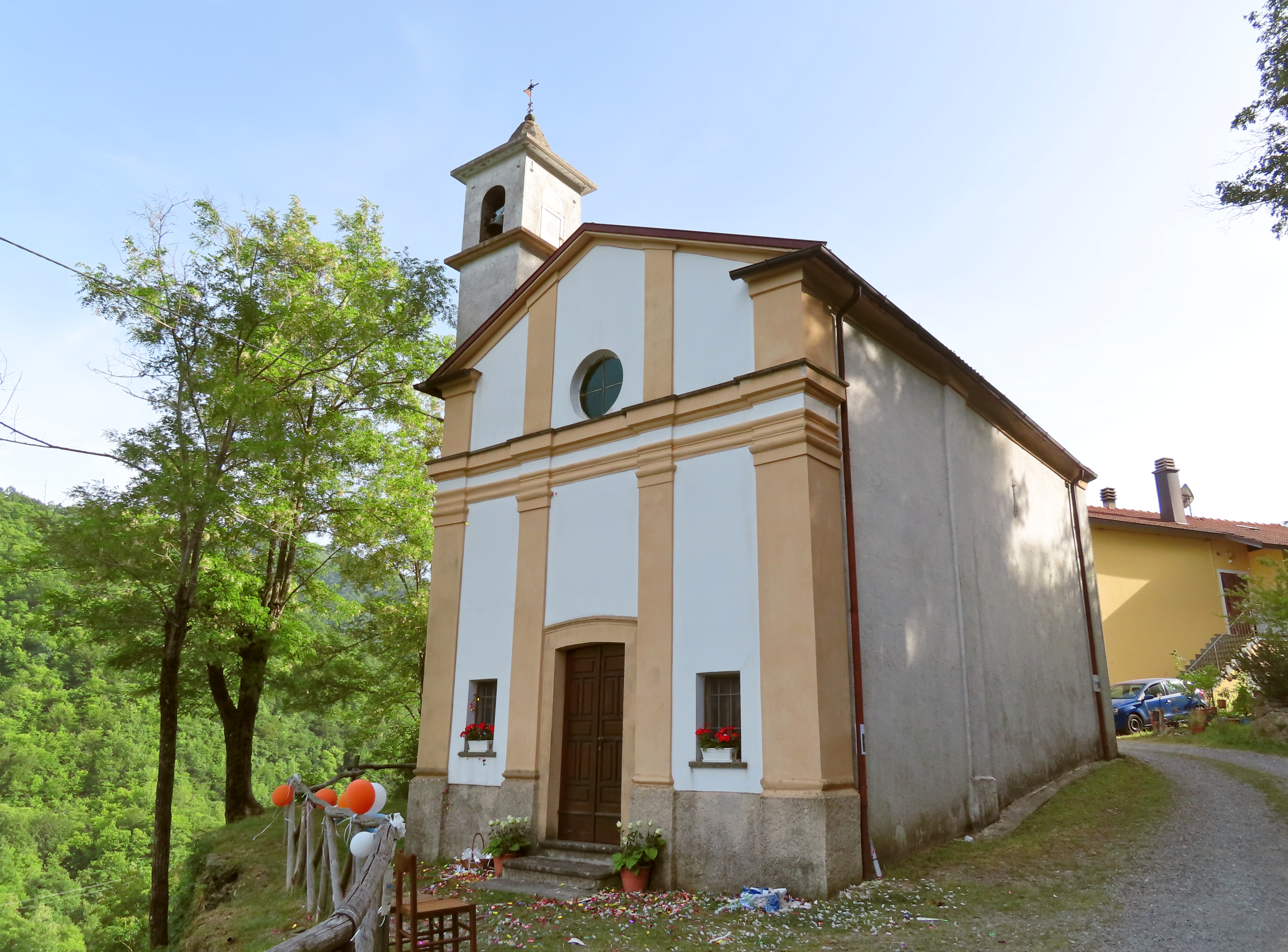
Oratorio della Beata Vergine Addolorata

Edificato in stile neoclassico nella prima metà del XIX secolo, l'oratorio di Bruschi di Sotto di Carniglia è collocato su un piccolo pianoro a margine dell'antica mulattiera; al suo interno tre nicchie ospitano le statue della Madonna di Lourdes, di San Rocco e dell'Addolorata.

#### Oratorio di San Venanzio

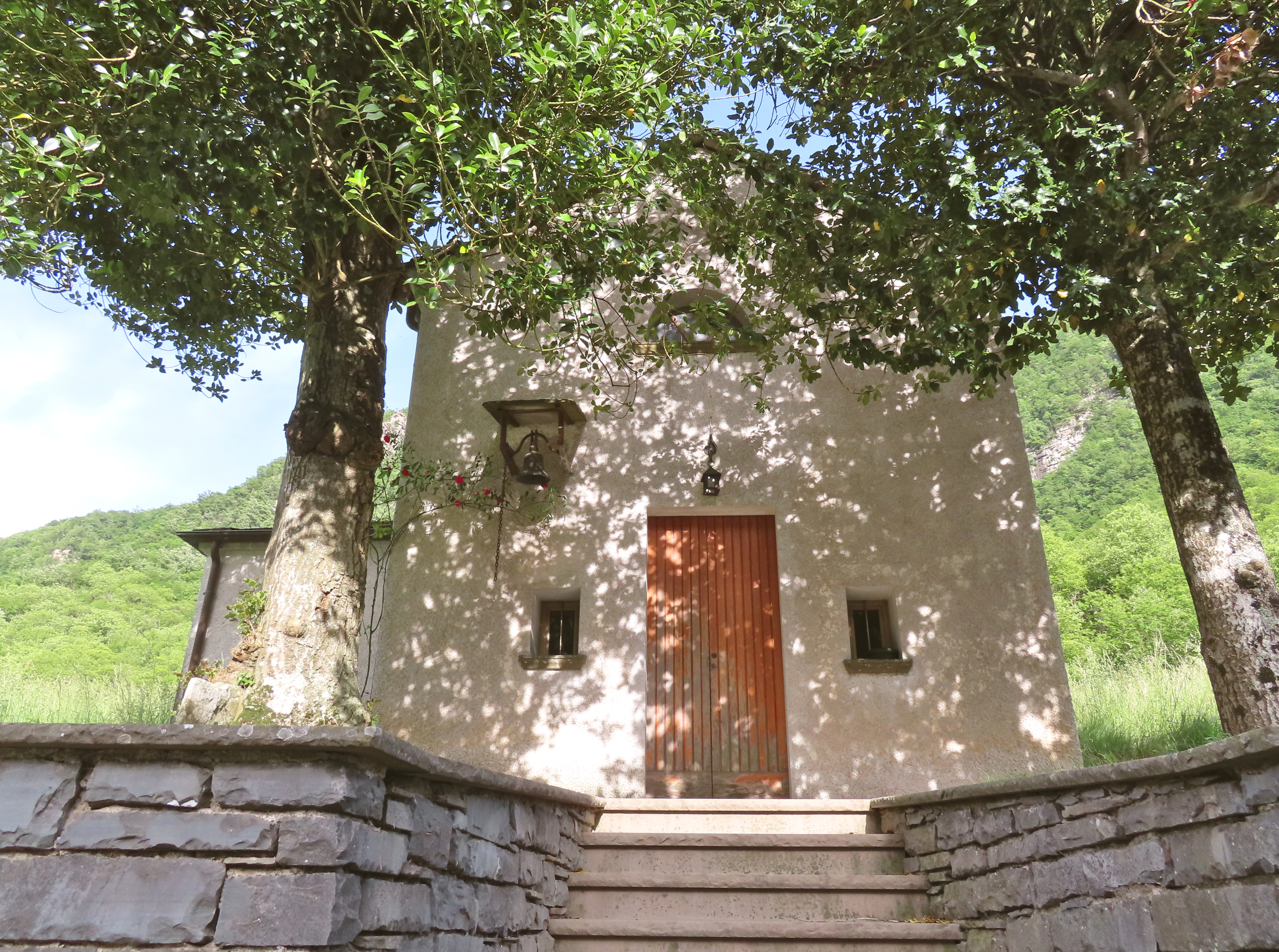
Oratorio di San Venanzio

Edificato nel 1727 in stile barocco per volere della nobile famiglia Filiberti, il piccolo oratorio di Foppiano di Carniglia  fu restaurato nel 1925 e nel 1989; al suo interno, decorato con stucchi e dipinti, tre nicchie ospitano le statue del Santo Cuore e san Luigi, di Sant'Antonio da Padova e di San Venanzio.

#### Chiesa di San Lorenzo Martire

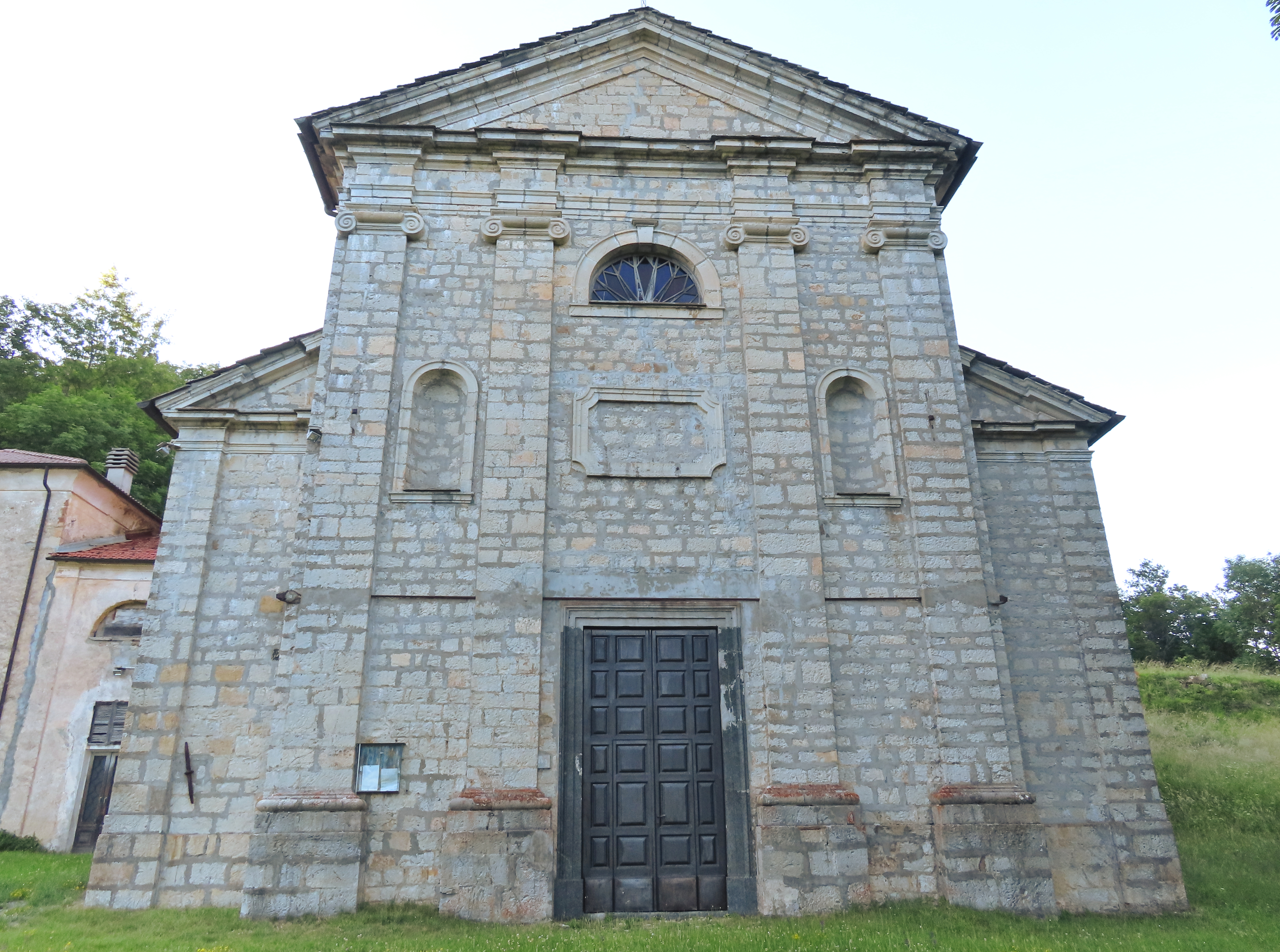
Chiesa di San Lorenzo Martire

Menzionata per la prima volta nel XIII secolo, la chiesa di Cornolo fu elevata a sede parrocchiale autonoma nel 1577; ristrutturata in forme neoclassiche in epoca imprecisata, fu restaurata nel 2008. Il luogo di culto, caratterizzato dalla facciata a salienti in pietra scandita da lesene ioniche, è internamente decorata con paraste corinzie sui lati e con affreschi sulla cupola e sulle volte a botte della navata, del transetto e delle quattro cappelle; l'edificio conserva un rilievo seicentesco in legno, raffigurante Dio padre e il Cristo morto.

### Castello di Pietracravina
Menzionato per la prima volta nel 1184, il castello, edificato sul monte Ragola probabilmente per volere della famiglia Granelli, tra il 1260 e il 1276 fu conteso in numerose battaglie da guelfi e ghibellini, ma fu infine riconquistato dai Granelli alleati dei Landi, che ne furono investiti nel 1405, nel 1412 e nel 1454; abbandonato in epoca imprecisata, scomparve completamente.

## Società

### Evoluzione demografica
Abitanti censiti

## Cultura

### Istruzione
Nel territorio di Bedonia sono presenti scuole elementari e medie oltre ad un istituto tecnico professionale avente diversi indirizzi di studio: industriale, alberghiero e agrario.

### Musei

#### Polo museale del seminario vescovile
Il palazzo del seminario vescovile ospita complessivamente, oltre a una biblioteca con ricchissimo fondo antico di circa 8000 volumi, ben dieci musei: la pinacoteca Parmigiani, l'opera omnia di Romeo Musa, il museo e centro studi cardinale Agostino Casaroli, il fondo documentario cardinale Opilio Rossi, il centro di documentazione sull'emigrazione, la mostra permanente della devozione popolare, il museo archeologico, il museo di storia naturale, il planetario con laboratorio e il centro audiovisivi San Marco.

### Eventi
Dal 4 al 10 agosto 1979 Bedonia ha ospitato la Route Nazionale comunità Capi dell'AGESCI, dal tema "Scautismo: una proposta educativa per gli anni '80" con 3326 partecipanti.

## Economia
Da sempre il nodo fondamentale per lo sviluppo dell'economia locale è rappresentato dall'agricoltura e dal vento che, pur essendo attualmente in forte calo, conserva comunque un ruolo rilevante: nel territorio comunale si coltivano cereali (in particolare frumento) ed erbe per foraggio in quanto molto diffuso è anche l'allevamento di bovini e suini, seguito da minoranze di ovini, caprini ed equini.
Le industrie presenti sono orientate prevalentemente nel settore alimentare (settore lattiero-caseario), edile, metalmeccanico e della fabbricazione di prodotti in vetro, piastrelle per pavimentazioni, motori e generatori elettrici.

## Amministrazione

Palazzo comunale

Di seguito è presentata una tabella relativa alle amministrazioni che si sono succedute in questo comune.
| Periodo          | Periodo        | Primo cittadino    | Partito                                | Carica  | Note   |
| ---------------- | -------------- | ------------------ | -------------------------------------- | ------- | ------ |
| 6 settembre 1985 | 9 agosto 1990  | Renato Cattaneo    | Democrazia Cristiana                   | Sindaco | [ 42 ] |
| 14 agosto 1990   | 24 aprile 1995 | Gianfranco Gandi   | Democrazia Cristiana                   | Sindaco | [ 42 ] |
| 24 aprile 1995   | 14 giugno 1999 | Gianfranco Gandi   | centro-sinistra                        | Sindaco | [ 42 ] |
| 15 giugno 1999   | 14 giugno 2004 | Sergio Squeri      | lista civica (centro e CDU)            | Sindaco | [ 42 ] |
| 14 giugno 2004   | 7 giugno 2009  | Sergio Squeri      | lista civica (centro e UDC)            | Sindaco | [ 42 ] |
| 8 giugno 2009    | 26 maggio 2014 | Carlo Berni        | lista civica                           | Sindaco | [ 42 ] |
| 26 maggio 2014   | 27 maggio 2019 | Carlo Berni        | lista civica: "Crescere insieme"       | Sindaco | [ 42 ] |
| 27 maggio 2019   | in carica      | Gianpaolo Serpagli | lista civica: "Bedonia e le sue valli" | Sindaco | [ 42 ] |

## Sport
La squadra di calcio nel campionato 2007-2008 ha vinto il girone C di seconda categoria. Dal 2008-2009 per alcuni anni ha giocato in prima categoria. Non ha disputato il Campionato 2013-2014, ha ripreso l'anno successivo in Terza Categoria come ASD Bedoniese.
Lo stadio è il Gandi, costruito negli anni 2000, che è stato dotato in seguito di tribune per i tifosi.
Ogni anno si disputa il Rally del Taro, oltre alla Maratonina Alta Val Taro, gare di ciclismo, mountain bike e motociclismo.
Si pratica anche il pugilato.